# Tanimbarinseln (Regierungsbezirk)

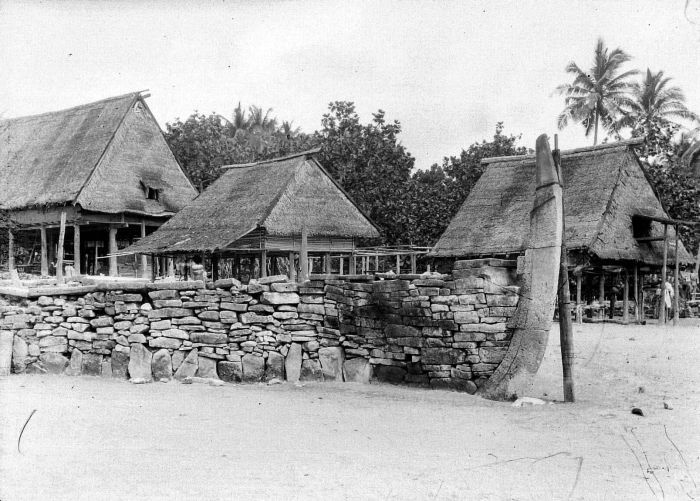
Bild von Yamdena aus der Kolonialzeit

Der Regierungsbezirk Tanimbarinseln (indonesisch Kabupaten Kepulauan Tanimbar), ehemals Westliche Südostmolukken (indonesisch Maluku Tenggara Barat), ist ein Regierungsbezirk (Kabupaten) im Süden der indonesischen Provinz Maluku.

## Geographie
Der Regierungsbezirk Tanimbarinseln erstreckt sich zwischen 6°34′24″und 8°24′36″ s. Br. und zwischen 130°37′47″ und 133°04′12″ ö. L. Er liegt zwischen der Bandasee im Norden und der Timorsee im Süden sowie zwischen der Floressee im Westen und der Arafurasee im Osten. Er besteht aus 81 Inseln, die meisten liegen in den Distrikten Wuar Labobar und Wer Maktian. Die Landfläche wird mit 10.102,92 km² (19,06 %) und die Seefläche mit 42.892,28 km² (80,94 %) angegeben.

## Verwaltungsgliederung
Der Regierungsbezirk unterteilt sich in zehn Distrikte (Kecamatan). Als letzter Kecamatan wurde Molu Maru im Jahr 2011 aus Wuarlabobar abgespalten. Die Distrikte gliedern sich in 82 Dörfer (Desa), von denen zwei einen städtischen Charakter besitzen. Die Kelurahan Saumlaki und Saumlaki Utara liegen beide im Kecamatan Tanimbar Selatan.
| Code 1   | Kecamatan Distrikt | Ibu Kota Verwaltungssitz | Fläche (km²) | Einwohner Census 2010 2 | Volkszählung 2020 | Volkszählung 2020 | Volkszählung 2020 | Anzahl der Dörfer | Anzahl der Dörfer |
| Code 1   | Kecamatan Distrikt | Ibu Kota Verwaltungssitz | Fläche (km²) | Einwohner Census 2010 2 | Einwohner 3       | 0Dichte 40        | Sex Ratio 5       | Anzahl der Dörfer | Anzahl der Dörfer |
| -------- | ------------------ | ------------------------ | ------------ | ----------------------- | ----------------- | ----------------- | ----------------- | ----------------- | ----------------- |
| 81.03.01 | Tanimbar Selatan   | Saumlaki                 | 825,69       | 31.571                  | 39.085            | 47,3              | 103,2             | 10 / 2            |                   |
| 81.03.02 | Selaru             | Adaut                    | 826,26       | 12.249                  | 14.263            | 17,3              | 103,3             | 7                 |                   |
| 81.03.03 | Wer Tamrian        | Lorulun                  | 1298,45      | 9.708                   | 11.629            | 9,0               | 101,8             | 9                 |                   |
| 81.03.04 | Wer Maktian        | Kamatubun                | 2941,16      | 10.905                  | 12.937            | 4,4               | 103,9             | 9                 |                   |
| 81.03.05 | Tanimbar Utara     | Ritabel                  | 1075,74      | 13.226                  | 13.860            | 12,9              | 100,2             | 8                 |                   |
| 81.03.06 | Fordata            | Romean                   | 79,42        | 4.810                   | 4.770             | 60,1              | 98,3              | 6                 |                   |
| 81.03.07 | Wuar Labobar       | Wunlah                   | 654,74       | 9.907                   | 8.348             | 12,8              | 106,3             | 11                |                   |
| 81.03.08 | Kormomolin         | Alusi Kelaan             | 933,16       | 5.921                   | 6.997             | 7,5               | 101,1             | 5                 |                   |
| 81.03.09 | Nirunmas           | Tutukembong              | 1468,3       | 7.044                   | 7.991             | 5,4               | 99,5              | 10                |                   |
| 81.03.18 | Molu Maru          | Adoda Molo               |              | -                       | 3.692             |                   | 105,3             | 5                 |                   |
| 81.03    | Kab. Kep. Tanimbar | Kab. Kep. Tanimbar       | 10.102,92    | 105.341                 | 123.572           | 12,2              | 102,5             | 80 / 2            |                   |

- Der 2003 gebildete Kecamatan Yaru wurde zwar am 23. Januar 2019 in Fordata umbenannt, einige Institutionen benutzen aber noch die alte Bezeichnung. Fordata ist der Inselname.

## Demographie
Zur Volkszählung im September 2020 (indonesisch Sensus Penduduk - SP2020) lebten im Regierungsbezirk Tanimbarinseln 123.572 Menschen, davon 62.561 Frauen (50,63 %) und 61.011 Männer (49,37 %). Gegenüber dem letzten Census (2010) stieg der Frauenanteil um 0,96 %.
Mitte 2022 waren 94,47 Prozent der Einwohner Christen (78.660 ev.-luth. / 42.714 röm.-kath. / 35.380 ev.-luth.), zum Islam bekannten sich 5,48 %.
66,45 Prozent oder 83.872 Personen gehörten zur erwerbsfähigen Bevölkerung (15–64 Jahre); 29,89 % waren Kinder und 3,66 % im Rentenalter. Von der Gesamtbevölkerung waren Mitte 2022 55,29 (46,31) % ledig, 40,89 (49,22) % verheiratet, 0,19 (0,23) % geschieden und 3,53 (4,25) % verwitwet. Die geklammerten Kursivzahlen geben den Anteil bezogen auf die Bevölkerung ab 10 Jahre an (106.752).
Der HDI-Index war 2020 mit 62,86 der zweitniedrigste der Provinz (69,49).

## Geschichte
Der Regierungsbezirk Westliche Südostmolukken (indonesisch Kabupaten Maluku Tenggara Barat) wurde durch das Gesetz Nr. 46 des Jahres 1999 aus dem Kabupaten Maluku Tenggara mit fünf Kecamatan (Pulau-Pulau Terselatan, Pulau-Pulau Babar, Pulau-Pulau Leti Moa Lakor, Tanimbar Utara und Tanimbar Selatan) ausgegliedert.
Am 28. Januar 2019 wurde der Kabupaten Maluku Tenggara Barat durch die Regierungsverordnung 2/2019 in Kabupaten Kepulauan Tanimbar, als Bezirk Tanimbar-Inseln umbenannt.